# Зубеїр Бая
Зубеїр Бая (фр. Zoubeir Baya, нар. 15 травня 1971, Мсакен) — туніський футболіст, що грав на позиції півзахисника.
Виступав у Європі за клуби «Фрайбург» та «Бешикташ», а також грав за національну збірну Тунісу, у складі якої двічі брав участь у чемпіонатах світу і чотири рази поспіль у Кубках африканських націй.

## Клубна кар'єра
Народився 15 травня 1971 року в місті Мсакен. Вихованець футбольної школи клубу «Мсакен» з рідного міста, де провів 10 років молодіжної кар'єри.
У дорослому футболі дебютував 1991 року виступами за команду «Етюаль дю Сахель», в якій провів шість сезонів, взявши участь у 127 матчах чемпіонату і забивши 34 голів. З цією командою Імед виграв чемпіонат (1997) і Кубок Тунісу (1996), а також виграв міжнародний Кубок КАФ (1995)
Своєю грою за цю команду привернув увагу представників тренерського штабу німецького «Фрайбурга», до складу якого приєднався 1997 року. Відіграв за фрайбурзький клуб наступні чотири сезони своєї ігрової кар'єри. Більшість часу, проведеного у складі «Фрайбурга», був основним гравцем команди, провівши в ньому 114 матчів і забивши 21 гол.
У 2001 році на один сезон перейшов у турецький «Бешикташ», після чого недовго грав за катарський «Аль-Арабі». У 2002 році після чемпіонату світу повернувся в «Етуаль дю Сахель».
Завершив професійну ігрову кар'єру у клубі «Мсакен», за який виступав протягом 2005—2006 років.
Після завершення кар'єри працював як експерт на радіостанції Jawhara FM і телеканалах Tunisie 7, MBC, ART і Al Jazeera Sport.

## Виступи за збірну
4 вересня 1994 року дебютував в офіційних іграх у складі національної збірної Тунісу в матчі Кваліфікації на КАН-1996 проти збірної Гвінеї-Бісау (3:1).
Через два роки взяв участь у першому великому турнірі, яким став Кубок африканських націй 1996 року у ПАР, де разом з командою здобув «срібло», а влітку того ж року поїхав на Олімпійські ігри, де зіграв у всіх трьох матчах, але збірна не вийшла з групи.
На Кубку африканських націй 1998 року у Буркіна Фасо Бая зі збірною не змогли повторити попередній результат вилетівши у чвертьфіналі, проте того ж року Зубеїр вперше в кар'єрі взяв участь у чемпіонаті світу 1998 року у Франції. На «мундіалі» Бая був основним гравцем і зіграв три матчі, проте збірна зайняла останнє місце в своїй групі.
Після цього Бая у складі збірної був учасником Кубка африканських націй 2000 року у Гані та Нігерії (4 місце) та Кубка африканських націй 2002 року у Малі (груповий етап).
Останнім великим турніром для півзахисника став чемпіонат світу 2002 року в Японії і Південній Кореї, де Бая як і минулого разу був основним і зіграв три гри, так і не допомігши команді подолати груповий етап. Незабаром після чемпіонату Зубеїр завершив виступи в збірній. Всього протягом кар'єри в національній команді, яка тривала 9 років, провів у формі головної команди країни 81 матч, забивши 16 голів.

### Голи за збірну
| #   | Дата            | Місце                              | Суперник         | Рахунок | Результат | Турнір                   |
| --- | --------------- | ---------------------------------- | ---------------- | ------- | --------- | ------------------------ |
| 1.  | 10 червня 1994  | Леопольд Сенгор, Дакар, Сенегал    | Сенегал          | 1 — 2   | 2 — 2     | Товариський матч         |
| 2.  | 10 червня 1994  | Леопольд Сенгор, Дакар, Сенегал    | Сенегал          | 2 — 2   | 2 — 2     | Товариський матч         |
| 3.  | 29 січня 1995   | Стад ель-Мензах, Туніс, Туніс      | Марокко          | 1 — 0   | 1 — 0     | Кваліфікація на КАН-1996 |
| 4.  | 4 червня 1995   | Стад де Кезі, Ломе, Того           | Того             | 1 — 0   | 1 — 0     | Кваліфікація на КАН-1996 |
| 5.  | 15 грудня 1995  | Стад ель-Мензах, Туніс, Туніс      | Ліван            | 3 — 1   | 4 — 1     | Товариський матч         |
| 6.  | 2 січня 1996    | Стад ель-Мензах, Туніс, Туніс      | Гвінея           | 1 — 0   | 3 — 0     | Товариський матч         |
| 7.  | 4 січня 1996    | Принцеса Магого, Дурбан, ПАР       | Ангола           | 3 — 0   | 5 — 1     | Товариський матч         |
| 8.  | 28 січня 1996   | Фрі-Стейт, Блумфонтейн, ПАР        | Габон            | 1 — 0   | 1 — 1     | КАН-1996                 |
| 9.  | 31 січня 1996   | Кінгс Парк Стедіум, Дурбан, ПАР    | Замбія           | 2 — 0   | 4 — 2     | КАН-1996                 |
| 10. | 12 січня 1997   | Стад ель-Мензах, Туніс, Туніс      | Єгипет           | 1 — 0   | 1 — 0     | Кваліфікація на ЧС-1998  |
| 11. | 17 серпня 1997  | Стад ель-Мензах, Туніс, Туніс      | Намібія          | 1 — 0   | 4 — 0     | Кваліфікація на ЧС-1998  |
| 12. | 17 серпня 1997  | Стад ель-Мензах, Туніс, Туніс      | Намібія          | 3 — 0   | 4 — 0     | Кваліфікація на ЧС-1998  |
| 13. | 27 лютого 1999  | Стад ель-Мензах, Туніс, Туніс      | Уганда           | 4 — 0   | 6 — 0     | Кваліфікація на КАН-2000 |
| 14. | 6 червня 1999   | Стад ель-Мензах, Туніс, Туніс      | Алжир            | 2 — 0   | 2 — 0     | Кваліфікація на КАН-2000 |
| 15. | 8 липня 2000    | Стад ель-Мензах, Туніс, Туніс      | Мадагаскар       | 1 — 0   | 1 — 0     | Кваліфікація на ЧС-2002  |
| 16. | 25 лютого 2001  | Стад ель-Мензах, Туніс, Туніс      | ДР Конго         | 5 — 0   | 6 — 0     | Кваліфікація на ЧС-2002  |
| 17. | 9 травня 2001   | Стад ель-Мензах, Туніс, Туніс      | Ліван            | 3 — 0   | 7 — 0     | Товариський матч         |
| 18. | 9 травня 2001   | Стад ель-Мензах, Туніс, Туніс      | Ліван            | 7 — 0   | 7 — 0     | Товариський матч         |
| 19. | 1 липня 2001    | Стад ель-Мензах, Туніс, Туніс      | Республіка Конго | 3 — 0   | 6 — 0     | Кваліфікація на ЧС-2002  |
| 20. | 1 липня 2001    | Стад ель-Мензах, Туніс, Туніс      | Республіка Конго | 5 — 0   | 6 — 0     | Кваліфікація на ЧС-2002  |
| 21. | 15 липня 2001   | Стад де Мартир, Кіншаса, ДР Конго  | ДР Конго         | 2 — 0   | 3 — 0     | Кваліфікація на ЧС-2002  |
| 22. | 15 липня 2001   | Стад де Мартир, Кіншаса, ДР Конго  | ДР Конго         | 3 — 0   | 3 — 0     | Кваліфікація на ЧС-2002  |
| 23. | 20 березня 2002 | Уллевол, Осло, Німеччина           | Норвегія         | 1 — 1   | 1 — 2     | Товариський матч         |
| 24. | 30 квітня 2002  | Стад ель-Мензах, Туніс, Туніс      | Мальта           | 2 — 1   | 2 — 1     | Товариський матч         |
| 25. | 25 травня 2002  | Мохаммед Аль-Хамад, Кувейт, Кувейт | Кувейт           | 1 — 0   | 3 — 1     | Товариський матч         |
| 26. | 25 травня 2002  | Мохаммед Аль-Хамад, Кувейт, Кувейт | Кувейт           | 2 — 0   | 3 — 1     | Товариський матч         |
| 27. | 25 травня 2002  | Мохаммед Аль-Хамад, Кувейт, Кувейт | Кувейт           | 3 — 1   | 3 — 1     | Товариський матч         |

## Досягнення
- Чемпіон Тунісу: 1997
- Володар Кубку Тунісу: 1996
- Володар Кубка КАФ: 1995
- Володар Кубка володарів кубків КАФ: 2003
- Срібний призер Кубка африканських націй: 1996